# Arrow (SNS)
Arrowは、かつて株式会社Green Rompが展開していたSNSサービス。SNS疲れしていたユーザーを対象に、匿名メッセージングサービスとしてリリースされた。2011年からサービス提供されていたが、2017年11月にサービスを終了した。

## 概要
ユーザーは、Arrowと呼ばれる短文（200字以内）を投稿することができる。投稿はランダムに他のユーザーに届く。届いたArrowに返信することができるが、届いたArrowをたらいまわし（TM）することで、返信するArrowを選ぶことができる。返信に対する返信は基本的にできない。返信に対するリアクションとして、Thanksボタンを押すことができる。また特定のユーザーにダイレクトメッセージをDirectArrow（DA）として送信することができるが、DAには限りがある。ShareArrow(SA)と呼ばれる機能があり、短文を投稿する際に選択でき、多数のユーザーに順繰りに届き、結果的に多数のユーザーから返信を受け取ることができた。Webアプリ、Android用アプリ、および、iPhone用アプリが存在した。
2021年9月より、元Arrowユーザによりオリジナルを模した「Arrow（🍮）」がクローズドなサイトとして開始された。THANKSやDAの機能は無いものの、夜間モードへの切替などオリジナルには無い機能が実装されている。

## 歴史
- 2011年5月　開始
- 2015年6月　閉鎖が発表される
- 2015年6月　閉鎖直前、技術協力する会社により、閉鎖を免れる
- 2017年11月　サービス終了